# Renate Alf

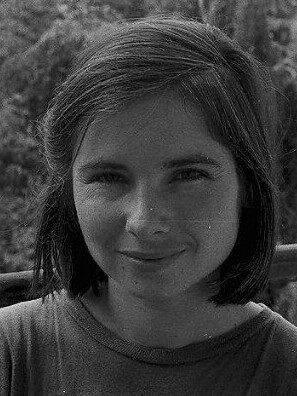
Renate Alf (1990)

Renate Alf (* 1956 in Göttingen) ist eine deutsche Cartoonistin und Autorin.
Sie studierte Biologie und Französisch (Lehramt) in Freiburg und ist seit 1983 als Cartoonistin tätig. Sie lebt und arbeitet in Weimar. Ihre Zeichnungen erscheinen regelmäßig in „kindergarten heute“, „mobile“ und „mit kindern wachsen“.
Renate Alf ist verheiratet und hat vier Kinder.

## Veröffentlichungen (Auswahl)
- Cartoons für ErzieherInnen, Herder Verlag, Freiburg 1997, ISBN 3-451-26391-2
- Neue Cartoons für ErzieherInnen, Herder Verlag, Freiburg 1998, ISBN 3-451-26530-3
- Cartoons für LehrerInnen Lappan Verlag, Oldenburg 2015, ISBN 978-3-8303-4344-8.
- Echte Fünfziger! Lappan Verlag, Oldenburg 2012, ISBN 978-3-8303-3311-1.
- Für aufgeweckte Eltern! Lappan Verlag, Oldenburg 2011, ISBN 978-3-8303-3283-1.
- Paaradiesisch! Lappan Verlag, Oldenburg 2010, ISBN 978-3-8303-3247-3.
- Plötzlich Oma! Lappan Verlag, Oldenburg 2010, ISBN 978-3-8303-6201-2.
- (H)eilige Familie! Lappan Verlag, Oldenburg 2008, ISBN 978-3-936855-85-2.